# Goniorhynchus calamitalis
Goniorhynchus calamitalis is een vlinder uit de familie van de grasmotten (Crambidae), uit de onderfamilie van de Spilomelinae. De wetenschappelijke naam van deze soort is voor het eerst voorgesteld als Botys calamitalis door Pieter Snellen in een publicatie uit 1899.
De soort komt voor in Indonesië (Lombok, Java).